# 巴林的野生动植物

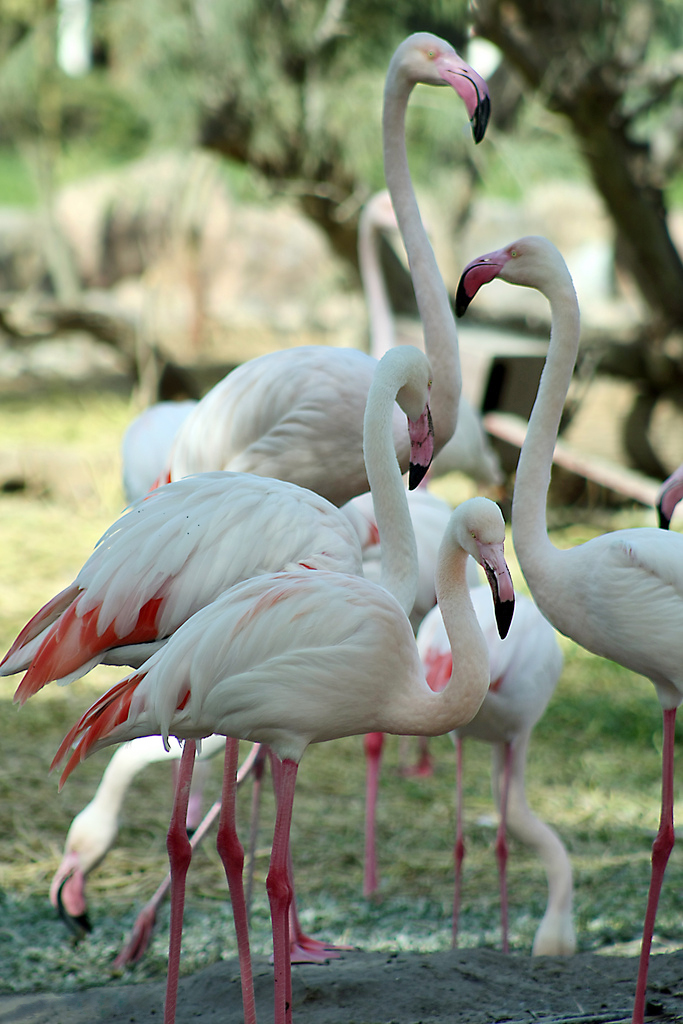
大红鹳（Phoenicopterus roseus）是巴林的本土鸟类。

巴林位于阿拉伯半岛北部，群岛除去主岛北部和西部的少数地区可以通过灌溉種植如馬鈴薯等农作物外，其他地区都十分干旱。巴林气候特点为炎热干燥的夏季、温和的冬季。巴林群岛的水资源相对匮乏，只有一定量的咸水地下水资源，生活在当地的植物需要适应这种苛刻的自然环境才能生存。目前，巴林已经记录了196种高等植物，以及大约17种陆生哺乳动物、众多鸟类和爬行动物。每年的秋季和春季，许多候鸟都会迁徙到巴林群岛
。

## 地理环境

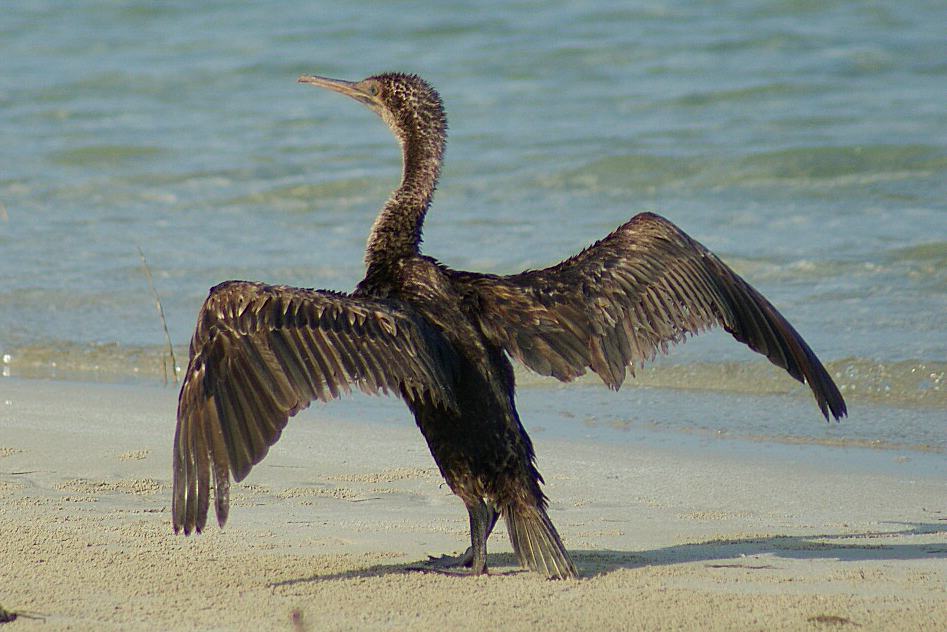
索科特拉鸬鹚

巴林群岛位于波斯湾西侧，西距沙特阿拉伯约24（15英里），东距卡塔尔约28（17英里）。
主岛巴林岛是群岛中面积最大的岛屿，长度约55（34英里），宽度约18（11英里），整体地势低平，中部有一座小山丘，最高点海拔134米（440英尺）。巴林还包括五个较小的岛屿以及多个小型岛礁。北面为波斯湾，南面和西面为巴林湾，巴林湾通过巴林东西两侧的水道与波斯湾相连。哈瓦尔群岛也属于巴林的管辖范围之内，距离卡塔尔海岸较近，位于主岛东南约16（10英里）处，在1997年被指定为拉姆萨尔公约保护的湿地栖息地。
巴林气候特点为夏季酷热，冬季较为凉爽，8月平均气温为38 °C（100 °F），1月平均气温为20 °C（68 °F）。年降水量平均为71（2.8英寸），主要集中在冬季少量降落。
巴林的地形以干旱为主，仅有约8%的土地适合农业
。水资源主要从含水层中抽取，但由于水质日益咸化，海水淡化厂的作用越来越重要，用以保障巴林居民的淡水资源
。

### 环境问题
巴林的环境问题种类繁多，主要表现在水资源匮乏和土地退化。频繁的干旱导致巴林地区的水资源短缺，使得地下水日益鹹化，含水层面临严重威胁。沙尘暴的时常袭扰也对巴林的空气质量和公众健康造成了直接影响
。
耕地质量下降和荒漠化在最近数十年逐渐扩展到海岸区域，巴林的农业生产能力持续受到侵蚀。海平面上升则直接威胁到巴林群岛的低洼地区。同时，海平面的上升导致咸水侵入淡水资源，饮用水供应和农业灌溉日益困难。
由于巴林群岛位于石油带，附近因生产和运输等因素导致的石油泄漏和工业废弃物直接破坏了巴林群岛海岸线生态平衡，海底的珊瑚礁和海洋植被遭到了严重破坏
。大型油轮活动和炼油设施对本就脆弱的波斯湾海洋生态系统构成长期威胁。 近百年来，人类活动面积快速扩张导致巴林群岛的野生动植物栖息地面积锐减，生物多样性快速下降。在这些自然和人为因素共同作用下，巴林群岛的环境问题变得更加复杂严峻。

## 物种多样性
巴林共记录了195种高等植物。
巴林的动植物大多适应了干旱环境和盐碱土壤。巴林群岛分布17种陆生哺乳动物、14种爬行动物、1种两栖动物和54种鱼类。鸟类总数约340种，26种为本地繁殖鸟。冬季和秋季，大量候鸟迁徙至波斯湾，濒危物种花尾榛鸡是巴林地区秋季常见的迁徙鸟类。哈瓦尔群岛为索科特拉鸬鹚的重要繁殖地。 巴林的国鸟为白头鹎，国宝为阿拉伯大羚羊。
1976年，阿雷恩野生动物园在萨赫尔地区建立，占地7平方公里，是巴林唯一的自然保护区，以保护当地生物多样性为目标

。在这个自然保护区的深处矗立着一株独特的牧豆樹（Prosopis cineraria），树龄约400年，被称为生命之树，因其孤独生长于荒凉环境中而备受瞩目。
巴林的沙岸土壤生长了一些如卡塔尔补血草等独特的盐生植物，这些盐生植物通过排盐腺适应盐碱环境
。巴林的内陆植被矮小或匍匐，其深根系和刺毛可以在一定程度上减少水分流失。
巴林沙漠的动物适应高温环境，多以夜行习性减少水分蒸发
。阿拉伯兔、沙漠刺猬和长耳刺猬主要在夜晚觅食，以避开白天的酷热。埃及跳鼠则以夜间活动为主，通过降低暴露在高温下的时间调节体内水分平衡。蝙蝠种群分布广泛，三叉蝠和无尾墓蝠常见于干旱区域，利用洞穴和遮蔽物栖息。
哈瓦尔群岛为鸟类重要栖息地，吸引西方礁鹭、索科特拉鸬鹚和白颊燕鸥繁殖。迁徙季节，岛屿及周边成为多种鸟类的重要停留点。周围海域生长大片海草和藻类，为儒艮和海龟提供丰富的食物和栖息环境。巴林的儒艮种群数量为澳大利亚以外最大之一。